# Rabea Pollakowski
Rabea Pollakowski (* 26. Februar 1998 in Hannover) ist eine deutsche Handballspielerin.

## Karriere
Pollakowski begann das Handballspielen beim SC Germania List. Nach einer Zwischenstation bei der TSV Burgdorf kam sie 2014 zum Drittligisten HSG Hannover-Badenstedt. 2016 stieg sie mit der HSG Hannover-Badenstedt in die 2. Bundesliga auf. 2018 wechselte sie zum HC Rödertal in die 2. Bundesliga. Ab 2021 spielte sie für den VfL Waiblingen und stieg 2022 in die 1. Bundesliga auf. Ab der Saison 2023/24 stand sie bei der Sport-Union Neckarsulm unter Vertrag. Im Sommer 2025 wechselte sie zum Drittligisten SG Schozach-Bottwartal.

## Privates
Sie studiert Grundschullehramt.